# Nuoto sincronizzato ai campionati europei di nuoto 2016 - Duo misto (programma libero)
La competizione di nuoto sincronizzato - Duo misto libero dei Campionati europei di nuoto 2016 si è disputata l'11 maggio 2016 presso il London Aquatics Centre di Londra. Si sono contese il podio 5 coppie miste di atleti.

## Medaglie
| Posizione | Atleta                                | Paese  |
| --------- | ------------------------------------- | ------ |
| Oro       | Aleksandr Mal'cev Michaėla Kalanča    | Russia |
| Argento   | Giorgio Minisini Mariangela Perrupato | Italia |
| Bronzo    | Pau Ribes Berta Ferreras              | Spagna |

## Risultati
| Pos. | Atleti                                | Nazione | Punti   |
| ---- | ------------------------------------- | ------- | ------- |
|      | Aleksandr Mal'cev Michaėla Kalanča    | Russia  | 90.4667 |
|      | Giorgio Minisini Mariangela Perrupato | Italia  | 87.4667 |
|      | Pau Ribes Berta Ferreras              | Spagna  | 86.5667 |
| 4    | Chloe Kautzmann Benoît Beaufils       | Francia | 85.2667 |
| 5    | Ekateryna Reznyk Anton Tymofeev       | Ucraina | 83.8667 |